# 仁平道明
仁平 道明（にへい みちあき、1946年12月2日 - ）は、日本の国文学者。東北大学名誉教授。上代文学・平安文学・近代文学、比較文学専攻。1984年岡崎義恵学術研究奨励賞受賞。 

## 人物
栃木県生まれ。東北大学文学部国文学専攻卒業、東北大学大学院文学研究科国文学国語学日本思想史学専攻修士課程修了。1977年静岡大学教養部講師、1978年静岡大学教養部助教授、1989年東北大学文学部助教授、1993年東北大学文学部教授、東北大学大学院文学研究科教授（2009年退職）、2009年和洋女子大学言語・文学系教授（言語・文学系長、大学院人文科学研究科長／2017年退職）等を経て、現在、東北大学名誉教授。

## 著書[2]
- [3]『和漢比較文学論考』武蔵野書院 　2000
- 『物語論考』武蔵野書院 　2009
- 『夏目漱石芥川龍之介論考』武蔵野書院　2017

### 編著・共編著
- 『類聚本系江談抄注解』後藤昭雄・田口和夫・根津義と共著　武蔵野書院　1983
- 『古今歌ことば辞典』菅野洋一と共編著 新潮選書  1998
- 『国文学「解釈と鑑賞」別冊　源氏物語の鑑賞と基礎知識　真木柱』 編 至文堂  2004
- 『源氏物語の始発 桐壺巻論集』日向一雅と共編 竹林舎  2006
- 『王朝文学と東アジアの宮廷文学（平安文学と隣接諸学）』編 竹林舎  2008
- 『源氏物語と東アジア』編 新典社研究叢書  2010
- 『源氏物語と白氏文集』編 新典社研究叢書  2012
- 『アジア遊学　東アジアの結婚と女性　文学・歴史・宗教』編　勉誠出版  2012
- 『〈日本学研究叢書35〉芥川龍之介研究ー台湾から世界へー』彭春陽と共編　国立台湾大学出版中心　2021